# Reflektor (czasopismo)
Reflektor – polskie awangardowe czasopismo literackie ukazujące się w Lublinie w latach 1923–1925.
Pomysłodawcą czasopisma był Kazimierz Andrzej Jaworski. Wokół pisma utworzyła się grupa literacka Reflektor, którą współtworzyli Józef Czechowicz, Konrad Bielski, Wacław Gralewski, Stanisław Grędziński, Czesław Bobrowski. Na łamach pisma debiutował w 1923 utworem prozatorskim Józef Czechowicz. W piśmie drukowali też swoje utwory przedstawiciele Awangardy Krakowskiej (Julian Przyboś, Jan Brzękowski) oraz futuryzmu (Stanisław Młodożeniec, Anatol Stern). Pojawiały się również tłumaczenia francuskich poetów awangardowych jak Guillaume Apollinaire, Max Jacob i Blaise Cendrars.